# Uvaria hamiltonii
Uvaria hamiltonii är en kirimojaväxtart som beskrevs av Joseph Dalton Hooker och Thomas Thomson. Uvaria hamiltonii ingår i släktet Uvaria och familjen kirimojaväxter. Utöver nominatformen finns också underarten U. h. fauveliana.